# Raffaele Scapinelli di Leguigno
Raffaele Scapinelli di Leguigno (Módena, 25 de abril de 1858 - Forte dei Marmi, 16 de setembro de 1933) foi sacerdote da Igreja Católica, Cardeal e Núncio Apostólico na Áustria-Hungria.

## Biografia
Em 1887, ingressou como um aluno na Pontifícia Academia Eclesiástica de Roma. Em 16 de dezembro de 1907  integrava a Secretaria da Congregação para Assuntos Eclesiásticos Extraordinários. Em 1908 tornou-se secretário desta congregação. Em 27 de janeiro de 1912 foi nomeado Núncio em Viena, recebendo o título de arcebispo-titular de Laodiceia do Líbano. A partir de 12 a 15 de setembro de 1912 foi realizada em Viena o XXIII Congresso Eucarístico Internacional. A sua nunciatura foi especialmente marcada pela eclosão da Primeira Guerra Mundial, durante este período teve como auxiliar a Mons. Pacelli, futuro Papa Pio XII. O Papa Bento XV tentou em vão convencer o imperador austríaco a fazer concessões territoriais à Itália sob a forma de transferência do Trentino para o Reino de Itália.
No dia 6 de dezembro de 1915 foi criado Cardeal e no dia seguinte recebeu o barrete cardinalício e o título de Cardeal-presbítero de São Jerônimo dos Croatas, deixando Viena no final de 1916. Nestes tempos tratou de muito problemas da guerra: a situação dos prisioneiros de guerra italianos, bombardeamento de alvos civis e troca de prisioneiros de guerra. Em 19 de dezembro de 1918, tornou-se prefeito da Sagrada Congregação dos Religiosos, cargo que exereceu até 6 de março de 1920. Participou do conclave de 1922 que elegeu o Papa Pio XI. Em 22 de julho de 1930, foi nomeado Datário de Sua Santidade.